# Juvigny-sur-Loison
Juvigny-sur-Loison település Franciaországban, Meuse megyében. Lakosainak száma 248 fő (2022. január 1.). Juvigny-sur-Loison Han-lès-Juvigny, Baâlon, Iré-le-Sec, Louppy-sur-Loison, Montmédy, Mouzay és Quincy-Landzécourt községekkel határos.

## Népesség
A település népességének változása:
| Lakosok száma | 244  | 170  | 173  | 264  | 271  | 268  | 260  | 266  | 267  | 248  |
|               | 1968 | 1982 | 1990 | 2006 | 2013 | 2015 | 2017 | 2019 | 2020 | 2022 |